# Connersville
Connersville är en stad (city) i Fayette County, i delstaten Indiana, USA. Enligt United States Census Bureau har staden en folkmängd på 13 487 invånare (2011) och en landarea på 20,1 km². Connersville är huvudort i Fayette County.